# Trichacorynus
Trichacorynus är ett släkte av skalbaggar. Trichacorynus ingår i familjen vivlar.
Kladogram enligt Catalogue of Life:
| Trichacorynus | \| \| Trichacorynus brunneus \| \| \| \| \| \| Trichacorynus sulcirostris \| \| \| \| |
|               | \| \| Trichacorynus brunneus \| \| \| \| \| \| Trichacorynus sulcirostris \| \| \| \| |
|               | Trichacorynus brunneus                                                                |
|               |                                                                                       |
|               | Trichacorynus sulcirostris                                                            |
|               |                                                                                       |